# Velká Deštná
Velká Deštná är ett berg i Tjeckien. Det ligger i den nordöstra delen av landet, 140 km öster om huvudstaden Prag. Toppen på Velká Deštná är 1 115 meter över havet. Velká Deštná ingår i Orlické Hory.
Terrängen runt Velká Deštná är huvudsakligen kuperad, men åt nordost är den platt. Velká Deštná är den högsta punkten i trakten. Runt Velká Deštná är det mycket glesbefolkat, med 7 invånare per kvadratkilometer. Närmaste större samhälle är Dobruška, 17,1 km väster om Velká Deštná. I omgivningarna runt Velká Deštná växer i huvudsak blandskog.